# Chenopodium simplex
Chenopodium simplex là loài thực vật có hoa thuộc họ Dền. Loài này được (Torr.) Raf. mô tả khoa học đầu tiên năm 1832.